# كانتون كاميلو بونس إنريكيز
كانتون كاميلو بونس إنريكيز (بالإنجليزية: Camilo Ponce Enríquez Canton)‏ هو كانتون في الإكوادور، يتبع مقاطعة أزواي، عاصمته Camilo Ponce Enríquez (parish) ‏، ينقسم الكانتون لأبرشيتين.

## السكان
المجموعات العرقية اعتبارًا من التعداد الإكوادوري لعام 2010:
| العرقية               | النسبة |
| --------------------- | ------ |
| ميستيثو               | 85.2%  |
| اللاتينيون            | 6.6%   |
| الإكوادوريون الأفارقة | 5.5%   |
| مونتوبيو              | 1.9%   |
| السكان الأصليون       | 0.6%   |
| أخرى                  | 0.3%   |